# چانگاریا
چانگاریا (به لاتین: Changaria) یک روستا در بنگلادش است که در استان باریسال و در ناحیه باریسال واقع شده‌است.